# Dimitri Balcaen
Dimitri Olivier Balcaen (Brugge, 24 februari 1989) is een Belgisch romanschrijver en scenarist. Daarnaast is hij ook de oprichter van Uitgeverij ReadMore.

## Biografie
In 2018 debuteerde Balcaen met zijn tweedelige jeugdreeks Zusters van het Atoom. Op aanraden van Dirk Bracke besloot hij datzelfde jaar nog een derde roman te lanceren, gebaseerd op een ouder manuscript. Peter & Pan combineerde het bekende jeugdverhaal van Peter Pan met de Griekse mythologie.
Gedreven hierdoor werkte hij achter de schermen verscheidene manuscripten en scenario's uit, waaronder de twee langspeelfilms Komeet en Transport XX. In 2020 verscheen uiteindelijk het eerste deel in een zevendelige reeks genaamd Grimoire. Deze verhalen waren specifiek gericht op jongeren die te kampen hebben met psychosociale problematiek zoals autisme, eetstoornissen, angststoornissen en depressie.
Dankzij de populariteit van Peter & Pan kon Balcaen in 2021 met een crowdfundingcampagne zijn eigen uitgeverij op poten zetten. Deze uitgeverij lanceerde hij in februari 2022 en werd vergezeld met nieuwe releases zoals het tweede deel in de reeks Grimoire en een herwerking van zijn allereerste manuscript Apotheose. Later datzelfde jaar kwam het slotstuk in de Peter & Pan trilogie, Peter & Haak, uit op FACTS. In samenspraak met het Schrijverscollectief werd op diezelfde beurs de verhalenbundel, Het Kruispunt der Verloren Zielen, gelanceerd, waarvoor Balcaen het openingsverhaal Ren voor je leven schreef en de opmaak voorzag.
Begin 2023 lanceerde Balcaen zijn nieuwste reeks, de Sterrenwacht. In oktober van dat jaar bracht uitgeverij ReadMore nieuwe uitgaven in zowel het Nederlands als het Engels uit van de Peter & Pan trilogie en Grimoire naar aanleiding van de internationale publicaties van deze reeksen. Daarnaast kwamen het derde deel van de Grimoire-reeks en een nieuwe verhalenbundel genaamd Wake: de laatste uren van het jaar rond dezelfde tijd uit.   

### Romans
- 2018 - Zusters van het Atoom - De jacht (Deel 1)
- 2018 - Zusters van het Atoom - Collisie (Deel 2)
- 2018 - Peter & Pan - Hoe Peter Pan werd
- 2020 - Grimoire - De Goden van morgen (Deel 1)
- 2020 - Zusters van het Atoom - Het complete verhaal (Bundel)
- 2021 - Peter & Pan - How Peter became Pan (Engelse vertaling)
- 2021 - Peter & Pan - Hardcovereditie (Nederlands & Engels)
- 2022 - Grimoire - De dorre wereld (Deel 2)
- 2022 - Apotheose - Ontsnappen aan de zwaartekracht (Deel 1)
- 2022 - Peter & Haak - De laatste dagen
- 2022 - Peter & Hook - The final days (Engelse vertaling)
- 2022 - Peter & Haak - Hardcover editie (Nederlands & Engels)
- 2022 - Het Kruispunt der Verloren Zielen (Verhalenbundel - 'Ren voor je leven')
- 2023 - De Sterrenwacht 1 - De negenentachtigste heks
- 2023 - Grimoire - De dienares van het oneindige (Deel 3)
- 2023 - Wake - De laatste uren van het jaar (Verhalenbundel - 'Alziener')

### Scenario's
- 2019 | Komeet
- 2019 | Transport XX